# Saint-Sever-du-Moustier

Saint-Sever-du-Moustier este o comună în departamentul Aveyron din sudul Franței. În 1 ianuarie 2022 avea o populație de 180 de locuitori.